# Bystrytsia de Solotvyn
La Bystrytsia de Solotvyn (en ukrainien : Бистриця Солотвинська) est une rivière de Galicie. Elle rejoint, à Ivano-Frankivsk la Bystrytsia de Nadvirna et forme la rivière Bystrytsia.